# 月面基地

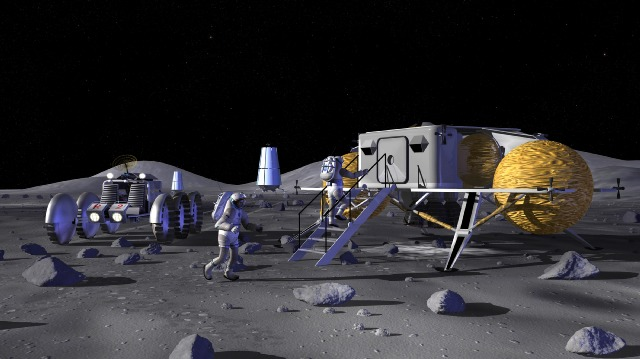
月面基地の想像図 (NASA)

月面基地（げつめんきち、moon base、またはlunar base）は、月（地球の衛星）の表面に建設される、人間の居住空間を伴うある程度恒久的な基地のこと。各国の計画やSFを含むフィクション作品に出現する。アポロ計画が成し遂げた月面着陸時から、にわかに現実味を帯びてきたが、その後の宇宙開発計画の縮小・凍結により実現は遠くなった。しかし2000年代に入り再び世界各国で建設に向けた計画が提案されており、2010-2020年代に入り中国・ロシアのILRSや、アメリカのアルテミス計画に代表される計画が開始されている。

## 各国の月面基地計画
各国の宇宙機関・企業により、次のような月面基地の構想・計画が発表されている。2021年現在、

### ILRS (International Lunar Research Station,中華人民共和国・ロシア連邦)
中国国家航天局とロシア連邦宇宙局はILRS(International Lunar Research Station,国際月面研究ステーション)と呼ばれる月面基地を共同で建設することを発表し、2021年3月に双方の責任者が覚書に署名した。
月の地質学と化学、宇宙環境、天文学、生物医学や水と鉱物資源、月面での資源利用など、多岐にわたる研究・調査が予定されている。
また、欧州宇宙機関、タイ、アラブ首長国連邦とサウジアラビアなどの参加が予定されている。
第一段階(2021~2025年)
打ち上げが予定されている中国の嫦娥6号・嫦娥7号、ロシアのルナ25号・ルナ26号・ルナ27号などから得た情報をもとに、月の南極付近に月面基地の建設場所を選定する。
第二段階(2026~2030年)
嫦娥8号とルナ28号が建設予定地に着陸し、建設を開始する。
第三段階(2030~2035年)
建設に使用される中国の超重量級ロケットである長征9号が試験打ち上げを終える。
第四段階(2036年~2045年)
人間の長期的な滞在を開始する。

### アメリカ合衆国
アメリカ航空宇宙局 (NASA) は2006年12月、月面基地の建設構想を発表した。この発表では、2020年までに建設を開始し、2024年頃には長期滞在を可能とするとしていた。また、各国の宇宙機関や民間企業にも参加を呼びかけており、ISS同様の国際基地となる見込みであった。建設地としては、月の南極に存在するシャクルトンクレーター付近が最有力地として挙げられていた。前段階として2009年、新型ロケットや月面着陸船を開発する「コンステレーション計画」を本格的にスタートさせたが、2010年にバラク・オバマ大統領により計画が中止され、代わりに2030年代半ばを目標とした有人火星探査計画を発表したため、月面基地構想は白紙化された。その後、2019年には将来的な月面基地建設や有人火星探査も見据え、2024年を目標とした半世紀ぶりの月面着陸計画「アルテミス計画」が発表されている。

### 日本
日本の宇宙航空研究開発機構 (JAXA) も2006年7月31日の月周回衛星 (SELENE)シンポジウムにて、2020年前後の有人月面着陸と、2030年前後の月面基地建設構想を明らかにしている。この月面基地は定員が2,3人で、居住棟、発電・蓄電システム、研究施設などから構成されるとしている。しかし2014年現在までに、有人宇宙飛行に向けた具体的な発表はなく、長期目標の域を出てはいない。

### その他の国々
インド宇宙研究機関なども有人月着陸、月面基地を構想し、調査計画を進めている。

## 月面基地の構造
月面基地の形状・材質については様々なアイデアが考えられている。以下に、代表的な月面基地の構造を記述する。（月の植民#構造物の項目も参照）
円筒型モジュール構造
宇宙ステーションのモジュールのような、円筒形のモジュールをつなぎ合わせる構造。使用済みのロケットを再利用することも考えられている。
インフレータブル構造
空気圧で膨らませるドーム状の構造。地球からの運搬コストを削減でき、また容易に大空間を確保することができる。
コンクリート構造
月の土から作成したコンクリートによる構造。コンクリートに必要な材料のうち、水以外は容易に月で入手できるため、同様に運搬コストを削減することができる。
その他、月の地下に存在すると予想される溶岩洞を利用すること等も考えられている。
月面における放射線の被ばく量は、ISSよりも約2.6倍高いとする説がある。月面に滞在できる期間は2か月間が限度であり、それを超える場合は地下施設など放射線を遮蔽する構造が必要となる。

## 月面基地建設の有効性
現在、有人宇宙飛行で月に到達するには莫大な費用がかかり、それに対する成果も少ないとして、月探査や惑星探査の場合は無人探査機を用いることが主流となっているが、やはり有人探査の方が成果は高いと考えられている。
月面基地は有人探査を阻む、費用対効果（費用に見合う成果が出せない）問題を解決する為に作られる。月面に有人の基地があれば、月に関する詳細なデータを収集することが出来、さらに他の惑星への有人探査の基地となるため、各国において現在計画されている。
さらに、月面基地が完成し本格的な稼働を始めれば、月への人類の移住が始まり、それに伴う新たな資源採掘が進めば人類のエネルギー問題にも明るい兆しが見える可能性もある。また、月の重力は地球の約6分の1であるため、宇宙ステーションなどの無重量状態とはまた違った実験が出来る可能性がある。

## キャンセルされた計画

### ソビエト連邦

#### ズヴェズダ月面基地
ズヴェズダ月面基地は、DLB月面基地とも呼ばれ、1962年から1974年にかけて、ソ連の有人月旅行計画の後継として有人月面基地を建設するというソビエトの計画とプロジェクト。
月面基地計画は、ソビエト宇宙局長コロリョフからバーミンのスペクマッシュ局に命じられ、非公式にプロジェクトはその設計者によってバーミングラード （バーミンの都市）と呼ばれていたが、計画は途中でキャンセルされた。